# Oak Ridge (hrabstwo Cooke)
Oak Ridge – miasto w Stanach Zjednoczonych, w stanie Teksas, w hrabstwie Cooke.